# Befale
Befale är ett territorium i Kongo-Kinshasa. Det ligger i provinsen Tshuapa, i den centrala delen av landet, 800 km nordost om huvudstaden Kinshasa.